# Водос (Тверская область)
Водос — деревня в Торопецком районе Тверской области. Входит в состав Плоскошского сельского поселения.

## География
Расположена примерно в 14 километрах к северо-западу от села Волок на реке Кунья.

## Население
Население по переписи 2002 года — 5 человек.
| 2010 |
| ---- |
| 1    |